# National Basketball League 2002-2003
La National League Basketball 2002-2003 è stata la 25ª edizione della National Basketball League, la massima lega di basket australiana.

## Squadre partecipanti
- Adelaide 36ers
- Brisbane Bullets
- Cairns Taipans
- Canberra Cannons
- Illawarra Hawks
- Melbourne United
- Perth Wildcats
- Sydney Kings
- Townsv. Crocodiles
- Victoria Giants
- Sydney Spirit

## Regular Season

### Classifica
|     | Squadra            | G  | V  | P  | PF    | PS    |
| --- | ------------------ | -- | -- | -- | ----- | ----- |
| 1.  | Sydney Kings       | 30 | 22 | 8  | 3.166 | 2.780 |
| 2.  | Perth Wildcats     | 30 | 22 | 8  | 3.175 | 2.960 |
| 3.  | Townsv. Crocodiles | 30 | 19 | 11 | 3.068 | 3.004 |
| 4.  | Illawarra Hawks    | 30 | 18 | 12 | 3.053 | 2.897 |
| 5.  | Adelaide 36ers     | 30 | 16 | 14 | 3.198 | 3.162 |
| 6.  | Melbourne United   | 30 | 15 | 15 | 2.953 | 2.908 |
| 7.  | Sydney Spirit      | 30 | 14 | 16 | 3.020 | 3.072 |
| 8.  | Cairns Taipans     | 30 | 13 | 17 | 2.897 | 2.913 |
| 9.  | Canberra Cannons   | 30 | 11 | 19 | 2.832 | 3.049 |
| 10. | Victoria Giants    | 30 | 9  | 21 | 2.945 | 3.225 |
| 11. | Brisbane Bullets   | 30 | 6  | 24 | 2.797 | 3.134 |

## Play-off

### Melbourne - Sydney

#### Gara 1
| Sydney 8 marzo 2003 | Melbourne United | 89 – 101 | Sydney Kings | State Netball and Hockey Centre (3.500 spett.) |

#### Gara 2
| Sydney 10 marzo 2003 | Sydney Kings | 104 – 108 | Melbourne United | Sydney Entertainment Centre (6.501 spett.) |

#### Gara 3
| Sydney 10 marzo 2003 | Sydney Kings | 114 – 89 | Melbourne United | Sydney Entertainment Centre (6.395 spett.) |

### Adelaide - Perth

#### Gara 1
| Adelaide 8 marzo 2003 | Adelaide 36ers | 116 – 119 | Perth Wildcats | Adelaide Arena (6.563 spett.) |

#### Gara 2
| Perth 12 marzo 2003 | Perth Wildcats | 91 – 99 | Adelaide 36ers | Challenge Stadium (3.611 spett.) |

#### Gara 3
| Perth 16 marzo 2003 | Perth Wildcats | 94 – 86 | Adelaide 36ers | Challenge Stadium (3.082 spett.) |

### Wollongong - Townsville

#### Gara 1
| Wollongong 8 marzo 2003 | Illawarra Hawks | 97 – 87 | Townsv. Crocodiles | WIN Entertainment Centre (4.391 spett.) |

#### Gara 2
| Townsville 12 marzo 2003 | Townsv. Crocodiles | 101 – 102 | Illawarra Hawks | Townsville Entertainment Centre (5.257 spett.) |

### Sydney - Townsville

#### Gara 1
| Townsville 20 marzo 2003 | Townsv. Crocodiles | 107 – 124 | Sydney Kings | Townsville Entertainment Centre (5.257 spett.) |

#### Gara 2
| Sydney 26 marzo 2003 | Sydney Kings | 91 – 113 | Townsv. Crocodiles | Sydney Entertainment Centre (7.284 spett.) |

#### Gara 3
| Sydney 29 marzo 2003 | Sydney Kings | 114 – 99 | Townsv. Crocodiles | Sydney Entertainment Centre (6.025 spett.) |

### Perth - Wollongong

#### Gara 1
| Wollongong 21 marzo 2003 | Illawarra Hawks | 90 – 121 | Perth Wildcats | WIN Entertainment Centre (5.479 spett.) |

#### Gara 2
| Perth 26 marzo 2003 | Perth Wildcats | 113 – 84 | Illawarra Hawks | Challenge Stadium (3.421 spett.) |

### Finale

#### Gara 1
| Sydney 3 aprile 2003 | Sydney Kings | 98 – 94 | Perth Wildcats | Sydney Entertainment Centre (10.439 spett.) |

#### Gara 2
| Perth 6 aprile 2003 | Perth Wildcats | 101 – 117 | Sydney Kings | Challenge Stadium (4.700 spett.) |

## Vincitore
| Campioni NBL 2002-2003   |
| ------------------------ |
| Sydney Kings (1º titolo) |

## Statistiche
| Categoria               | Giocatore       | Squadra          | Stat  |
| ----------------------- | --------------- | ---------------- | ----- |
| Punti per gara          | Chris Williams  | Sydney Kings     | 23,6  |
| Rimbalzi per gara       | Mark Bradtke    | Melbourne Tigers | 12,9  |
| Assist per gara         | Ricky Grace     | Perth Wildcats   | 8,0   |
| Palle rubate per gara   | Darryl McDonald | Victoria Titans  | 2,4   |
| Stoppate per gara       | Reginald Poole  | Canberra Cannons | 2,2   |
| Percentuale da 3        | James Harvey    | Perth Wildcats   | 43,8% |
| Percentuale tiri liberi | Andrew Gaze     | Melbourne Tigers | 89,3% |

## Premi
- NBL Most Valuable Player: Chris Williams, Sydney Kings
- NBL Defensive Player of the Year: Glen Saville, Wollongong Hawks
- NBL Most Improved Player of the Year: Matt Burston, Perth Wildcats
- NBL 6th Man of the Year: Stephen Black, Perth Wildcats
- NBL Rookie of the Year: Gary Boodnikoff, Sydney Kings
- NBL Finals MVP: Chris Williams, Sydney Kings
- NBL Coach of the Year: Ian Stacker, Townsville Crocodiles

- All-NBL Team
  - Ricky Grace, Perth Wildcats
  - Shane Heal, Sydney Kings
  - Brett Maher, Adelaide 36ers
  - Chris Williams, Sydney Kings
  - Mark Bradtke, Melbourne Tigers